# Agassiziella irisalis
Agassiziella irisalis is een vlinder uit de familie grasmotten (Crambidae), uit de onderfamilie van de Acentropinae. De wetenschappelijke naam van deze soort is voor het eerst gepubliceerd in 1859 door Francis Walker.
De soort komt voor in Sierra Leone en Congo-Kinshasa.